# Il Nuovo Canzoniere Italiano
Il Nuovo Canzoniere Italiano («El Nuevo Cancionero Italiano», NCI) fue un grupo musical italiano fundado en Milán en 1962.
El NCI ha sido el responsable del redescubrimiento y de la difusión de numerosas canciones italianas tradicionales y de protesta, que corrían el riesgo de ser olvidadas y que desde entonces se popularizaron, como Maremma amara, Sciur padrun da li beli braghi bianchi o Addio in Lugano. En particular, es a este grupo al que debemos la afirmación de Bella ciao como canción simbólica de la Resistencia italiana.

## Historia

### La revista
Roberto Leydi y Gianni Bosio fundaron una revista que tenía como objetivo estudiar la canción popular italiana, con el objetivo declarado de recuperar una narración de acontecimientos históricos desde el punto de vista del pueblo. Bosio era el director de Edizioni Avanti!, una editorial vinculada al periódico del Partido Socialista Italiano y, por lo tanto, hizo publicar el periódico en la editorial que dirigía. La revista se llamó Il Nuovo Canzoniere Italiano y comenzó a aparecer a finales de 1962.
En 1963 se sumaron muchos colaboradores, que formaron un nutrido grupo de personas interesadas en la etnomusicología y la canción política. Entre los primeros en unirse a los fundadores se encuentaban Fausto Amodei y Michele Straniero, procedentes de la experiencia turinesa de Cantacronache, y Sandra Mantovani, esposa de Leydi. Le siguieron Cesare Bermani, Rudy Assuntino, Dante Bellamio, Giovanna Daffini, Caterina Bueno, Vittorio Carpi, Ivan Della Mea, Giorgio Bertero, Gaspare De Lama, Sergio Lodi, Franco Mereu, Tullio Savi y Maria Vailati . Entre los colaboradores y simpatizantes ocasionales se encontraban Umberto Eco, Franco Fortini, Milly, Maria Monti y Giovanni Pirelli.

### Los espectáculos
En 1964 Roberto Leydi y Sandra Mantovani crearon un grupo más estrictamente musical (llamado precisamente «Gruppo del Nuovo Canzoniere Italiano») para reinterpretar los repertorios relacionados con la protesta social, el trabajo, la Resistencia. En el primer año el Grupo organizó tres espectáculos diferentes.
Leydi ya tenía experiencia en este sentido, ya que había organizado el recital Milanin Milanon en 1962 en el histórico Teatro Gerolamo de Milán. Este espectáculo contó con canciones tradicionales milanesas elegidas por el propio Leydi, junto con poemas de los principales autores de Milán, todo bajo la dirección de Filippo Crivelli. Los intérpretes del espectáculo fueron Milly, Tino Carraro, Enzo Jannacci, Sandra Mantovani y Anna Nogara. Algunos de estos artistas fueron por ello invitados por Leydi a participar en proyectos posteriores.
La primera producción del Nuovo Canzoniere Italiano, dividida en nueve veladas, se tituló L'altra Italia («La otra Italia») y se celebró entre marzo y mayo en la Casa de la Cultura de Milán. Participaron, con diferentes roles, etnomusicólogos como Gianni Bosio, Roberto Leydi, Diego Carpitella, Cesare Bermani, Annabella Rossi, el director de teatro Filippo Crivelli, los cantantes Caterina Bueno, Giovanna Daffini, Sandra Mantovani, Ivan Della Mea, Enzo Jannacci, Milly, Palma Facchetti, Maria Monti, Fausto Amodei, Nanni Svampa, Gino Negri, Vito Santangelo, Silvano Spadaccino, Maria Vailati, Silvia Malagugini acompañados por Fiorenzo Carpi, y luego Luciano Berio, Giorgio Bocca, Umberto Eco, Alfonso Failla, Franco Fortini, Mario De Micheli, Giacomo Manzoni, Giancarlo Majorino, Mario Soldati, Tullio Savi y otros. En esta ocasión, se incorporaron en particular al grupo Giovanna Marini, el Gruppo Padano di Piadena, Franco Coggiola, Bruno Pianta, Maria Teresa Bulciolu y Matteo Deichmann.
A este recital se sobrepuso en abril Pietà l'è morta («La piedad está muerta»), nuevamente organizado por Crivelli y Leydi, con Giovanni Pirelli. Cantaron Sandra Mantovani, Giovanna Daffini, Ivan Della Mea, Franco Mereu, el Grupo Piadena; mientras que tocaron Vittorio Carpi, Gaspare De Lama, Paolo Ciarchi y Sergio Lodi. Tras el debut en la Sala de los Gigantes de la Universidad de Padua, el espectáculo recorrió varios lugares del norte de Italia para finalizar en el Piccolo Teatro de Milán.
Sin embargo, el espectáculo más famoso del Nuovo Canzoniere Italiano sigue siendo Bella ciao, auténtica piedra angular del resurgimiento del folk italiano, que permaneció en la historia, tuvo un gran éxito de público y crítica y también causó escándalo. El recital fue organizado por Filippo Crivelli, Franco Fortini y Roberto Leydi, por invitación de Nanni Ricordi para el Festival de los Dos Mundos de Spoleto. Los intérpretes fueron Sandra Mantovani, Giovanna Daffini, Giovanna Marini, Maria Teresa Bulciolu, Caterina Bueno, Silvia Malagugini, Cati Mattea, Michele Straniero, el Grupo Piadena, acompañados por la guitarra de Gaspare De Lama. El espectáculo también se hizo famoso porque, durante una representación, debido a la ejecución de O Gorizia tu sei maledetta, un oficial de los Carabinieri presente en la sala denunció a Straniero, Leydi, Bosio y Crivelli por difamación a las fuerzas armadas italianas. El episodio dio notoriedad involuntaria al Nuovo Canzoniere Italiano.
En 1965, el joven Dario Fo fue invitado como director en sustitución de Crivelli. Entonces surgió un enfoque diferente, compartido también por Nanni Ricordi y Gianni Bosio: Leydi fue sustituido como autor del gran espectáculo en preparación, por Bermani y Coggiola. El espectáculo se tituló Ci ragiono e canto («Lo razono y lo canto»). Los intérpretes fueron Caterina Bueno, Giovanna Daffini, Giovanna Marini, Franco Coggiola, Ivan Della Mea, Gruppo di Piadena, Silvia Malagugini, Cati Mattea, Paolo Ciarchi, así como los «nuevos» Rosa Balistreri, Piero Nissim, el Coro del Galletto di Gallura. y Enzo Del Re.
Hubo dos ediciones posteriores de Ci ragiono e canto, en 1969 y 1973, con cambios de elenco y canciones.

### I Dischi del Sole
Paralelamente al nacimiento del grupo musical Nuovo Canzoniere Italiano, en 1963, también se fundó la discográfica I Dischi del Sole, emanación fonográfica de Edizioni Avanti!, buena parte de cuya producción se puede remitir de diversas maneras al NCI.
En algunos discos aparece como intérprete el Nuovo Canzoniere, ya que muchos miembros del grupo interpretaron al menos una canción; la mayoría de los discos, sin embargo, fueron grabados por uno, dos o tres miembros del grupo, quienes figuraban en la carátula como intérpretes del disco. Además, las grabaciones se referían tanto a canciones tradicionales como, a partir de 1966, a canciones modernas compuestas e interpretadas por miembros del grupo, sobre todo por Ivan Della Mea y Giovanna Marini.
A su vez, en algunos discos se grabaron canciones tradicionales directamente como grabaciones realizadas en el campo, mientras que en otros se grabaron las interpretaciones de los cantantes del NCI.

### Eventos posteriores
En 1966 Leydi abandonó Il Nuovo Canzoniere Italiano, seguido por otros como Sandra Mantovani. Al año siguiente le tocó el turno a Ivan della Mea, y posteriormente a Michele Straniero. En el NCI se estaba produciendo una transformación: de hecho, Gianni Bosio creía que la canción de protesta contemporánea era la continuación directa de la recopilada por los etnomusicólogos. Así se unieron al grupo Gualtiero Bertelli, Paolo Pietrangeli, Alfredo Bandelli y Pino Masi. En cualquier caso, también entraron etnomusicólogos como Hana Roth y Alessandro Portelli.
En el mismo 1966, Gianni Bosio y Alberto Mario Cirese fundaron el Instituto Ernesto De Martino, que aún conserva las grabaciones realizadas desde los años 1960.
En 1971, murió repentinamente Gianni Bosio y, en consecuencia, el NCI se disolvió.
En 1973 Ivan Della Mea reconstituyó el grupo, que desarrolló durante algunos años una intensa actividad concertística, especialmente en la Festa de l'Unità y el 1.º de Mayo. Entre 1977 y 1978 tanto la revista como el grupo musical cerraron definitivamente.

## Formación
- Claudio Bernieri
- Fausto Amodei
- Ivan Della Mea
- Michele Straniero
- Pino Masi
- Sandra Mantovani

## Discografía

### Álbumes
- 1964 - Bella ciao
- 1966 - Ci ragiono e canto (con Dario Fo)
- 1972 - Il bosco degli alberi

### EP
- 1963 - Canti e inni socialisti 2 (con Sandra Mantovani)
- 1963 - Il povero soldato 2
- 1963 - Santi del mio paese (con Sandra Mantovani)

### Libros
- Cesare Bermani (1997). Una storia cantata. 1962-1997: trentacinque anni di attività del Nuovo Canzoniere Italiano/Istituto Ernesto de Martino. Milano: Jaca Book.
- Leonardo Colombati, ed. (2011). La canzone italiana. 1861-2011. Mondadori.

### Artículos
- Per una storia del Nuovo Canzoniere Italiano. Alcune date, p. 144, en Google Libros
- Paolo Mercurio (25 giugno 2014). «Il Nuovo Canzoniere Italiano e l'attività teatrale (1962-1965)». BF (157).